# Not as We
«Not as We» es una canción de Alanis Morissette compuesta y producida junto a Guy Sigsworth para el álbum de Morissette Flavors of Entanglement de 2008. La canción fue remezclada y lanzada como segundo sencillo en Estados Unidos mientras que para el resto de Europa fue "In Praise of the Vulnerable Man".
El 18 de noviembre de 2008 una preventa de Not as We (Remixes) EP se puso a disposición a través de iTunes Canadá. El EP incluye la versión de radio así como otros seis remixes.

## Lista de canciones
1. "Not as We" (radio edit)
2. "Not as We" (Jack Shaft radio edit)
3. "Not as We" (Blow-Up (DJ duo) edit)
4. "Not as We" (Dangerous Muse edit)
5. "Not as We" (Eddie Amador's multipressor edit)
6. "Not as We" (DJ Lynnwood's reborn edit)
7. "Not as We" (Holosound edit)

La versión del álbum es una balada de piano, mientras que la versión de radio que es más corta se le añadieron guitarras, bajo y otros efectos de sonido.